# Christian Klimek
Christian Klimek (* 8. Januar 1990 in Ludwigshafen am Rhein) ist ein ehemaliger deutscher Handballspieler, der in der Bundesliga spielte.

## Karriere
Mit dem Handballspielen begann Christian in frühen Jugend bei dem TV Edigheim in Ludwigshafen am Rhein. Danach spielte er als Jugendlicher beim HSC Frankenthal, der HSG Eckbachtal und der HSG Worms. Ab dem Jahr 2008 spielte er als Volljähriger bei der TSG Ludwigshafen-Friesenheim (kurz Eulen). Nach einem Jahr in der A-Jugend, mit der er den 3. Platz bei der Deutschen Meisterschaft belegte, spielte er zuerst in der zweiten Mannschaft in der deutschen Handball-Oberliga danach in der 2. Bundesliga. Nach dem Aufstieg der Eulen im Jahr 2010 ins Oberhaus sammelte Klimek bereits Erfahrungen in der Bundesliga.
Im Sommer 2014 wechselte Klimek als Nachfolger von Mattias Gustafsson zum TuS N-Lübbecke, einem Handballklub der Bundesliga. Er spielt als Rechtshänder auf der Position des Kreisläufers mit der Rückennummer 69. Ab der Saison 2016/17 stand er beim TBV Lemgo unter Vertrag. Im Sommer 2020 kehrte er zur TSG Friesenheim zurück. Nach der Saison 2022/23 beendete Klimek aus gesundheitlichen Gründen seine Karriere.